# Agnieszka Kobus-Zawojska

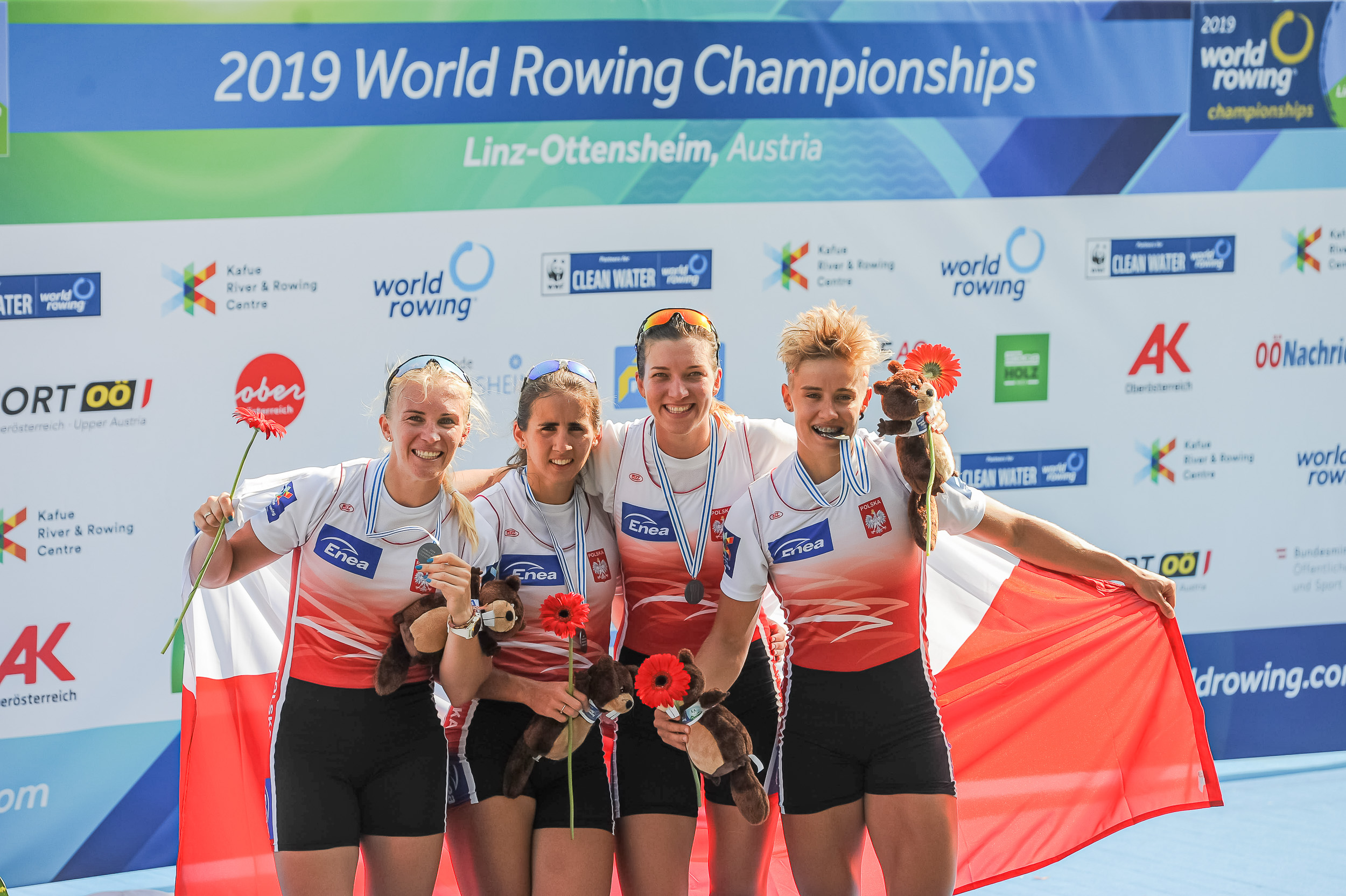
Srebrne medalistki MŚ w 2019 – A. Kobus-Zawojska pierwsza z lewej

Agnieszka Patrycja Kobus-Zawojska (ur. 28 sierpnia 1990 w Warszawie) – polska wioślarka, srebrna i brązowa medalistka igrzysk olimpijskich, mistrzyni świata i Europy, zawodniczka AZS-AWF Warszawa, pisarka i dziennikarka radiowa.

## Życiorys
Jej rodzice należeli w latach 70. i 80. XX wieku do Warszawskiego Towarzystwa Wioślarskiego.
Uczęszczała do Szkoły Podstawowej nr 54 im. Obrońców Olszynki Grochowskiej na warszawskiej Pradze Południe. Ukończyła studia magisterskie na AWF Warszawa.
Jej pierwszym trenerem był Jacek Suchocki.
Pierwszy zawodowy start rangi mistrzowskiej miała podczas Mistrzostw Polski Młodzików w Kaliszu w 2003 roku, gdzie wystartowała w konkurencji jedynek, w której zajęła 3. miejsce.
Początkowe starty w reprezentacji Polski były dla niej bardzo udane, w 2006 roku w Regatach Nadziei Olimpijskich „Olympic Hopes” w Piestanach zdobyła złoty medal w czwórce podwójnej, a rok później biorąc udział w konkurencji czwórce podwójnej w Regatach Pucharu Bałtyku „Baltic Cup” w Brandenburgu zdobyła dwa srebrne medale (na 2000 i 500 metrów).
Debiutancki udział w mistrzostwach świata juniorek miał miejsce w 2008 roku w Ottensheim, gdzie w parze z Martą Rychert w dwójce podwójnej juniorek zajęły 6. pozycję.
W 2024 napisała biograficzną książkę „Mój wyścig z depresją"

## Igrzyska olimpijskie
W 2016 roku wzięła udział w igrzyskach olimpijskich w Rio de Janeiro. W rywalizacji czwórek podwójnych razem z Marią Springwald, Joanną Leszczyńską i Moniką Ciaciuch zajęła w eliminacjach drugie, przez co musiały popłynąć w repasażu. Tam dopłynęły na linię mety na drugiej pozycji i awansowały do finału, w którym zajęły trzecie miejsce, przegrywając w z reprezentantkami Niemiec i Holandii.
W 2021 roku wzięła udział w igrzyskach olimpijskich w Tokio. W rywalizacji czwórek podwójnych, razem z Martą Wieliczko, Marią Sajdak i Katarzyną Zillmann, zdobyła srebrny medal. Podczas walki o medal olimpijski, zawodniczka zmagała się z depresją.
Jest także dziennikarką radiową. Współprowadzi „Magazyn Sportowy” w Radiu dla Ciebie.
W lutym 2024 poinformowała, że urodziła córkę – Urszulę Zawojską.

## Puchar Świata
- 1. miejsce (Varese 2016, Lucerna 2016, Belgrad 2017, Poznań 2017, Lucerna 2017)
- 2. miejsce (Bled 2015, Varese 2015, Belgrad 2018, Lucerna 2018, Poznań 2019, Rotterdam 2019)

## Wyniki
| Rok  | Zawody                      | Miejsce            | Konkurencja      | Czas             | Pozycja     |
| ---- | --------------------------- | ------------------ | ---------------- | ---------------- | ----------- |
| 2008 | Mistrzostwa świata juniorów | Ottensheim         | Dwójka podwójna  | Finał A: 7:36,77 | 6. miejsce  |
| 2009 | Mistrzostwa świata U23      | Račice             | Dwójka podwójna  | Finał B: 7:34,16 | 9. miejsce  |
| 2010 | Mistrzostwa świata U23      | Brześć             | Czwórka podwójna | Finał B: 6:50,02 | 11. miejsce |
| 2010 | Mistrzostwa Europy          | Montemor-o-Velho   | Czwórka podwójna | Finał A: 6:31,12 | 4. miejsce  |
| 2011 | Mistrzostwa świata          | Bled               | Czwórka podwójna | Finał B: 6:32,71 | 8. miejsce  |
| 2011 | Mistrzostwa Europy          | Płowdiw            | Czwórka podwójna | Finał A: 6:35,30 | 2. miejsce  |
| 2012 | Mistrzostwa świata U23      | Troki              | Czwórka podwójna | Finał A: 7:02,97 | 4. miejsce  |
| 2013 | Mistrzostwa Europy          | Sewilla            | Czwórka podwójna | Finał A: 6:57,36 | 5. miejsce  |
| 2014 | Mistrzostwa Europy          | Belgrad            | Czwórka podwójna | Finał A: 6:17,81 | 3. miejsce  |
| 2014 | Mistrzostwa świata          | Amsterdam          | Czwórka podwójna | Finał B: 6:14,36 | 8. miejsce  |
| 2015 | Mistrzostwa Europy          | Poznań             | Czwórka podwójna | Finał A: 6:20,87 | 3. miejsce  |
| 2015 | Mistrzostwa świata          | Lac d’Aiguebelette | Czwórka podwójna | Finał A: 6:31,01 | 4. miejsce  |
| 2016 | Mistrzostwa Europy          | Brandenburg        | Czwórka podwójna | Finał A: 7:18,53 | 2. miejsce  |
| 2016 | Igrzyska olimpijskie        | Rio de Janeiro     | Czwórka podwójna | Finał A: 6:50,86 | 3. miejsce  |
| 2017 | Mistrzostwa Europy          | Račice             | Czwórka podwójna | Finał A: 6:30,26 | 4. miejsce  |
| 2017 | Mistrzostwa świata          | Sarasota           | Czwórka podwójna | Finał A: 6:17,71 | 2. miejsce  |
| 2018 | Mistrzostwa Europy          | Glasgow            | Czwórka podwójna | Finał A: 6:20,92 | 1. miejsce  |
| 2018 | Mistrzostwa świata          | Płowdiw            | Czwórka podwójna | Finał A: 6:08,96 | 1. miejsce  |
| 2019 | Mistrzostwa Europy          | Lucerna            | Czwórka podwójna | Finał A: 6:20,24 | 4. miejsce  |
| 2019 | Mistrzostwa świata          | Ottensheim         | Czwórka podwójna | Finał A: 6:36,59 | 2. miejsce  |
| 2020 | Mistrzostwa Europy          | Poznań             | Czwórka podwójna | Finał A: 6:27,87 | 3. miejsce  |
| 2021 | Igrzyska olimpijskie        | Tokio              | Czwórka podwójna | Finał A: 6:11,36 | 2. miejsce  |

## Odznaczenia
- Srebrny Krzyż Zasługi (2016)[9][10]
- Krzyż Kawalerski Orderu Odrodzenia Polski (2021)[11]